# Georg Schreyer
Georg Schreyer (* 16. Juli 1884 in Golk; † 9. Mai 1961 in Wuppertal) war ein deutscher Polizeioffizier, zuletzt Generalleutnant der Polizei und SS-Gruppenführer im Zweiten Weltkrieg.

## Leben
Schreyer besuchte ab 1900 das Sächsische Kadettenkorps und trat im März 1905 als Fähnrich in das Infanterie-Regiment „Prinz Johann Georg“ (8. Königlich Sächsisches) Nr. 107 ein und absolvierte in den folgenden Jahren die Kriegsschule Danzig und die Unteroffiziersschule Marienberg. Nach Ausbruch des Ersten Weltkrieges wurde er im September 1914 zum Hauptmann befördert und im Februar/März 1915 kurzzeitig zum Schneeschuh-Bataillon II abkommandiert, bis er von Februar 1916 bis November 1918 beim Jäger-Regiment Nr. 3 eingesetzt. Nach Kriegsende wurde er offiziell Ende Juli 1920 im Rang eines Majors aus der Armee entlassen.
Schreyer trat Anfang Oktober 1919 im Rang eines Hauptmanns der Landessicherheitspolizei in den sächsischen Polizeidienst ein und war zunächst als Vollzugsbeamter bei der Schutzpolizei Leipzig tätig. Von 1923 bis 1928 war er Vorsteher des 8. Polizeireviers, bis er Anfang Juli 1928 zum Gendarmeriemajor befördert Kommandeur der Abteilung Riesa bei der Sächsischen Gendarmerie wurde.
Der NSDAP trat er noch vor der Machtübergabe an die Nationalsozialisten Anfang Dezember 1930 bei (Mitgliedsnummer 766.705). Zu Beginn der Zeit des Nationalsozialismus wurde er Anfang Juli 1933 zum Polizeioberstleutnant befördert und war zunächst Stellvertreter des Kommandeurs der Schutzpolizei in Leipzig, bis er in diese Position nachrückte. Ende Januar 1936 wurde er zum Oberst der Schutzpolizei befördert. Von Anfang August 1937 bis Ende Mai 1939 war er Inspekteur der Ordnungspolizei (IdO) im Wehrkreis IX (Kassel) und ab Mitte Juni 1939 im Wehrkreis III (Berlin). Im Juli 1939 wurde er im Rang eines SS-Standartenführers in die Schutzstaffel (SS-Nr. 327.419) aufgenommen und gehörte zunächst dem Stab des SS-Oberabschnitts Fulda-Werra, ab November 1939 dem Stab des SS-Hauptamtes sowie bald darauf dem Stab des Reichsführer-SS.
Nach Beginn des Zweiten Weltkrieges setzte Schreyer seine SS- und Polizeikarriere fort und stieg im November 1941 bis zum SS-Gruppenführer und Generalleutnant der Polizei auf. Im April 1940 wurde er als IdO z.b.V. ins Hauptamt Ordnungspolizei versetzt, wo er offiziell ab November 1940 als Generalinspekteur der Schutzpolizei des Reiches wirkte.
Mitte Dezember 1941 wurde Schreyer kurzfristig zu einem Einsatz nach Gorensjko/Oberkrain geschickt – dem kleinen, damals deutsch besetzten gebirgigen Teil im Norden Sloweniens. Auslöser war ein Überfall einer Partisaneneinheit am 12. Dezember 1941 in Rovte/Blegos auf einen Zug des Polizeibataillons 181, bei dem 45 Hilfspolizisten getötet und ihre Waffen übernommen wurden. Als Reaktion richteten die Besatzer unter der Leitung von Schreyer einen „Polizei-Einsatzstab Südost“ ein, um die Partisanen aufzuspüren, waren ihm waren sämtliche Polizei- und Gendarmerieeinheiten im Einsatzgebiet unterstellt. Es kam zu Razzien in Dörfern, alle der Kooperation mit Partisanen verdächtige Personen wurden verhaftet. Aber mehrere Versuche Schreyers, die Partisanengruppe im Kampf zu stellen, scheiterten. Auch bei der Schlacht von Dražgoše (9.–12. Januar 1942) konnten sich die Partisanen trotz tagelangem Beschuss des Dorfes nach einigen Kampftagen in die Wälder zurückziehen. Schreyer hatte mit seiner Übermacht an Personal und Waffen versagt, die Zivilverwaltung und Sicherheitspolizei ordneten die Exekution der im Dorf verbliebenen Männer, die Vertreibung der Frauen und Kinder und die Zerstörung des Dorfes an.
Schreyer kehrte im Februar 1942 auf seinen Posten als Generalinspekteur der Schutzpolizei zurück und blieb in dieser Funktion, bis er am 1. August 1943 in den Ruhestand versetzt wurde. Von Juni 1944 bis zum Mai 1945 wurde Schreyer als Landrat a.W. In Podersam weiterverwendet.

## Auszeichnungen (Auswahl)
| Schreyers SS- und Polizeiränge im Zweiten Weltkrieg | Schreyers SS- und Polizeiränge im Zweiten Weltkrieg |
| Datum                                               | Rang                                                |
| --------------------------------------------------- | --------------------------------------------------- |
| April 1940                                          | SS-Oberführer                                       |
| Oktober 1940                                        | Generalmajor der Polizei                            |
| März 1941                                           | SS-Brigadeführer                                    |
| November 1941                                       | SS-Gruppenführer und Generalleutnant der Polizei    |

- Eisernes Kreuz (1914) II. Klasse und I. Klasse
- Sächsisches Ritterkreuz 1. Klasse des Albrechts-Ordens mit Krone und Schwertern (1917)
- Kriegsverdienstkreuz I. (1942) und II. Klasse (1941) mit Schwerten
- Österreichisches Militärverdienstkreuz 3. Klasse mit Schwertern
- Bayerischer Militärverdienstorden 4. Klasse mit Schwertern (1917)